# Idols (talent show)

Paesi in cui è presente il format

Idols è un format televisivo britannico creato da Simon Fuller e prodotto da Fremantle.
Creato nel 2001 con Pop Idol, trasmesso su ITV, il talent show è stato adattato in numerosi paesi tra cui gli Stati Uniti d'America dove è stato inizialmente mandato in onda da Fox con il titolo American Idol.